# Pere Riutort Mestre
Pere Riutort i Mestre (Petra, 1935 – Tárbena, 21 novembre 2021) è stato un presbitero, pedagogo e filologo spagnolo.
Fu uno dei principali promotori della lingua catalana a Maiorca ed anche nella Comunità Valenciana, dove visse dal 1971.

## Biografia
Fu membro dei "blauets de Lluc" (ragazzi cantori) del Monastero di Lluc (1945), e diventò prete nella congregazione dei Missionari dei Sacri Cuori di Gesù e Maria di Mallorca. Si laureò in pedagogia, filologia classica, teologia e filologia catalana. Da 1967 al 1969 promosse la lingua catalana in molte scuole di Maiorca, e nel 1971 si trasferì nella Comunità Valenciana. Dal 1979 fu professore di lingua catalana nel Collegio Universitario di Castelló de la Plana, e dal 1984 al 1986 insegnò didattica della lingua catalana nella Scuola di Formazione dei Professori di Educazione Primaria di Valencia. Nel 1986 diventò professore ordinario e nel 1996 fu professore di Filologia Catalana all'Università di Valencia.
Dal 1975 al 1977, in collaborazione con Enric Valor, Manuel Sanchis Guarner, J.L. Sanchis, F. Graell e J.C. Bellvert, pubblicò diversi testi per l'insegnamento della lingua catalana nella Comunità Valenciana e nelle Isole Baleari, tra cui Els vents del món. Inoltre lavorò all'edizione di testi liturgici valenciani in lingua catalana, e fu presidente della Commissione che realizzò l'adattamento ufficiale dei libri liturgici del Concilio Vaticano II nella versione valenciana della lingua catalana. Tradusse inoltre il Vangelo in catalano. Ricevette il premio di "Valenciano dell'Anno" nel 1977 dalla Fondazione Huguet. Fu presidente della Fondazione "La Mata de Jonc" durante i suoi ultimi anni di vita.

### Commissione Interdiocesana per testi liturgici in lingua vernacolare
Il 14 maggio 1973 l'arcivescovo di Valencia José María García Lahiguera fondò una Commissione Interdiocesana per i testi liturgici in lingua vernacolare. Questa commissione era composta da diciotto membri, e Pere Riutort ne fu eletto presidente per decreto dell'arcivescovo stesso il 18 ottobre 1973. Il risultato del lavoro di questa commissione, il Llibre del Poble de Déu (Libro del Popolo di Dio) fu pubblicato verso la fine del 1975. Questo libro è un completo sommario di testi liturgici adattati alla versione valenciana della lingua catalana. Al fine di potere pubblicare questo libro, Pere Riutort dové vendere alcune terre che possedeva a Maiorca. Alla pubblicazione del libro vi furono diverse polemiche, che sfociarono nella nascita del blaverismo nella società valenciana .